# Lophocyttarra
Lophocyttarra är ett släkte av fjärilar. Lophocyttarra ingår i familjen nattflyn.
Kladogram enligt Catalogue of Life:
| Lophocyttarra | \| \| Lophocyttarra argyropasta \| \| \| \| \| \| Lophocyttarra phoenicoxantha \| \| \| \| |
|               | \| \| Lophocyttarra argyropasta \| \| \| \| \| \| Lophocyttarra phoenicoxantha \| \| \| \| |
|               | Lophocyttarra argyropasta                                                                  |
|               |                                                                                            |
|               | Lophocyttarra phoenicoxantha                                                               |
|               |                                                                                            |